# …Calling All Stations…
…Calling All Stations… – piętnasty album studyjny grupy Genesis wydany w 1997 roku.
Płyta nagrana z nowym wokalistą Rayem Wilsonem po tym jak w 1996 roku z zespołu odszedł Phil Collins. Album miał być powrotem do progresywnych korzeni grupy. Ponieważ Wilson nie był perkusistą, do projektu postanowiono zatrudnić Nira Zidkyahu i Nicka D'Virgilio.
Album w Polsce uzyskał status złotej płyty.
Określono go jako reprezentującego m.in. gatunki rock progresywny, rock neoprogresywny, pop progresywny, pop-rock, rock alternatywny i rock.

## Lista utworów
Autorzy wszystkich utworów: Tony Banks/Mike Rutherford, wyjątki zostały wypisane.
1. "Calling All Stations" – 5:43 (Tekst: Mike Rutherford)
2. "Congo" – 4:51 (Tekst: Tony Banks)
3. "Shipwrecked" – 4:23 (Tekst: Mike Rutherford)
4. "Alien Afternoon" – 7:51 (Tekst: Tony Banks)
5. "Not About Us" (Tony Banks/Mike Rutherford/Ray Wilson) – 4:38 (Tekst: Mike Rutherford/Ray Wilson)
6. "If That’s What You Need" – 5:12 (Tekst: Mike Rutherford)
7. "The Dividing Line" – 7:45 (Tekst: Tony Banks)
8. "Uncertain Weather" – 5:29 (Tekst: Mike Rutherford)
9. "Small Talk" (Tony Banks/Mike Rutherford/Ray Wilson) – 5:02 (Tekst: Ray Wilson)
10. "There Must Be Some Other Way" (Tony Banks/Mike Rutherford/Ray Wilson) – 7:54 (Tekst: Tony Banks/Ray Wilson)
11. "One Man’s Fool" – 8:46 (Tekst: Tony Banks)

## Twórcy
Twórcami albumu są:
- Ray Wilson – śpiew
- Tony Banks – Instrumenty klawiszowe
- Mike Rutherford – gitara basowa, gitara
- Nir Zidkyahu – perkusja we wszystkich utworach z wyjątkiem 4 (druga połowa), 6, 8 i 9
- Nick D'Virgilio – perkusja w utworach numer 4 (pierwsza połowa), 6, 8 i 9